# تریستان هریس
تریستان هریس (انگلیسی: Tristan Harris؛ زادهٔ ۱۹۸۴ (۴۰–۴۱ سال)) دانشمند کامپیوتر و تاجر آمریکایی است. وی از بنیانگذاران مرکز فناوری انسانی است و قبلتر یکی از طراحان اخلاق در گوگل بود. وی مدرکش را از دانشگاه استنفورد در فناوری اقناع کننده (Persuasive Technology) گرفته‌است.

## مستند معضل اجتماعی
معضل اجتماعی یک فیلم داکودرام آمریکایی است که بر پدیده‌های نوظهور شبکه‌های اجتماعی و آسیب‌هایی که به جامعه وارد کرده اند، متمرکز شده است. تریستان هریس با حضور در این مستند هشدارهای متعددی درباره ظهور شبکه‌های اجتماعی و مدل تجاری آنان می‌دهد.